# Arthur Wontner
Arthur Wontner (Londra, 21 gennaio 1875 – Londra, 10 luglio 1960) è stato un attore britannico conosciuto principalmente per aver interpretato Sherlock Holmes in cinque film dal 1931 al 1937.

## Filmografia

### Cinema
- Lady Windermere's Fan, regia di Fred Paul (1916)
- Temptation's Hour, regia di Sidney Morgan (1916)
- The Bigamist (1916)
- Bonnie Prince Charlie, regia di Charles Calvert (1923)
- Shadow of Death, regia di Thomas Bentley – cortometraggio (1923)
- The Battle of Love, regia di Thomas Bentley – cortometraggio (1923)
- The Courage of Despair, regia di Thomas Bentley – cortometraggio (1923)
- The Last Stake, regia di Thomas Bentley – cortometraggio (1923)
- The Velvet Woman, regia di Thomas Bentley – cortometraggio (1923)
- Secret Mission, regia di Thomas Bentley – cortometraggio (1923)
- Eugene Aram, regia di Arthur Rooke (1924)
- The Diamond Man, regia di Arthur Rooke (1924)
- The Infamous Lady, regia di Geoffrey Barkas e Michael Barringer (1928)
- The Message, regia di Sewell Collins – cortometraggio (1930)
- Il re dell'ombra (The Sleeping Cardinal), regia di Leslie S. Hiscott (1931)
- A Gentleman of Paris, regia di Sinclair Hill (1931)
- Condemned to Death, regia di Walter Forde (1932)
- The Missing Rembrandt, regia di Leslie S. Hiscott (1932)
- Il segno dei quattro (The Sign of Four: Sherlock Holmes' Greatest Case), regia di Graham Cutts (1932)
- Il trionfo di Sherlock Holmes (The Triumph of Sherlock Holmes), regia di Leslie S. Hiscott (1935)
- Line Engaged, regia di Bernard Mainwaring (1935)
- Dishonour Bright, regia di Tom Walls (1936)
- Second Bureau, regia di Victor Hanbury (1936)
- Trappola d'oro (Thunder in the City), regia di Marion Gering (1937)
- Patrizia e il dittatore (Storm in a Teacup), regia di Ian Dalrymple e Victor Saville (1937)
- Sherlock Holmes alle corse (Silver Blaze), regia di Thomas Bentley (1937)
- The Live Wire, regia di Herbert Brenon (1937)
- Just like a Woman, regia di Paul L. Stein (1938)
- 13 Men and a Gun, regia di Mario Zampi (1938)
- Il treno scomparso (Kate Plus Ten), regia di Reginald Denham (1938)
- The Terror, regia di Richard Bird (1938)
- Old Iron, regia di Tom Walls (1938)
- Duello a Berlino (The Life and Death of Colonel Blimp), regia di Michael Powell ed Emeric Pressburger (1943)
- Stirpe dannata (Blanche Fury), regia di Marc Allégret (1948)
- L'inafferrabile Primula Rossa (The Elusive Pimpernel), regia di Michael Powell ed Emeric Pressburger (1950)
- Brandy for the Parson, regia di John Eldridge (1952)
- La rivale di mia moglie (Genevieve), regia di Henry Cornelius (1953)
- Gli sparvieri dello stretto (Sea Devils), regia di Raoul Walsh (1953)

### Televisione
- The Gay Lord Quex – film TV (1938)

## Doppiatori italiani
Nelle versioni in italiano delle opere in cui ha recitato, Arthur Wontner è stato doppiato da: 
- Sandro Ruffini in Patrizia e il dittatore
- Olinto Cristina in Duello a Berlino
- Amilcare Pettinelli ne La rivale di mia moglie
- Sergio Tedesco ne Il trionfo di Sherlock Holmes